# 徳島県道292号西納大久保線
徳島県道292号西納大久保線（とくしまけんどう292ごう にしのおおくぼせん）は、徳島県那賀郡那賀町を通る一般県道である。

## 概要
那賀郡那賀町西納から那賀郡那賀町大久保に至る。大部分が1車線であり、山の中を走る。

### 路線データ
- 起点：那賀郡那賀町西納（徳島県道291号竹ガ谷鷲敷線交点）
- 終点：那賀郡那賀町大久保（国道195号交点）
- 総延長：6.795 km[1]

## 歴史
- 1959年（昭和34年）1月31日 - 徳島県道174号として認定。
- 1972年（昭和47年）3月10日 - 現在の路線番号で再認定。

## 地理

### 通過する自治体
- 徳島県
  - 那賀郡那賀町

### 交差する道路
| 交差する道路              | 交差する場所 | 交差する場所 |
| ------------------------- | ------------ | ------------ |
| 徳島県道291号竹ガ谷鷲敷線 | 西納         | 起点         |
| 国道195号                 | 大久保       | 終点         |

### 沿線
- 紅葉川
- 那賀川
- 道の駅もみじ川温泉